# Terremotos de Guerrero-Oaxaca de 2012
El terremoto de México de 2012, junto a sus posteriores réplicas, fueron una serie de movimientos telúricos. El principal ocurrió el día martes, 20 de marzo de 2012 en el centro y suroeste de México, pudo percibirse en la Ciudad de México y en otras regiones del país, con una magnitud de 7.5. Hasta la llegada del Terremoto de Chiapas de 2017 8,2 (Mw) y del Terremoto de Puebla de 2017 7,1 (Mw), fue el más intenso y de mayor magnitud que se haya sentido en la Ciudad de México, desde el Terremoto de México de 1985.
Los otros sismos han sido fuertes réplicas de este movimiento, se han registrado en varias fechas, y así mismo también han causado daños. Se han registrado tres más. (ver abajo)

## Sismo principal

### Detalles
El sismo pudo sentirse en las regiones de la Zona Metropolitana del Valle de México, Tlaxcala, Puebla, Oaxaca, Guerrero, Jalisco, Michoacán, Chiapas como el occidente de la República de Guatemala y en Olancho, Honduras. El epicentro del mismo fue localizado, según USGS, en el municipio de San Juan Cacahuatepec, Oaxaca a 20 km de Ometepec, Guerrero, mientras que SSN lo tiene entre las costas de Oaxaca; a las 12:02:50 hora local (18:02:50 UTC). La duración del sismo varió desde los 20 segundos hasta los casi 6 minutos, esto debido a la ubicación y los que pudieron percibir en movimiento.

### Consecuencias

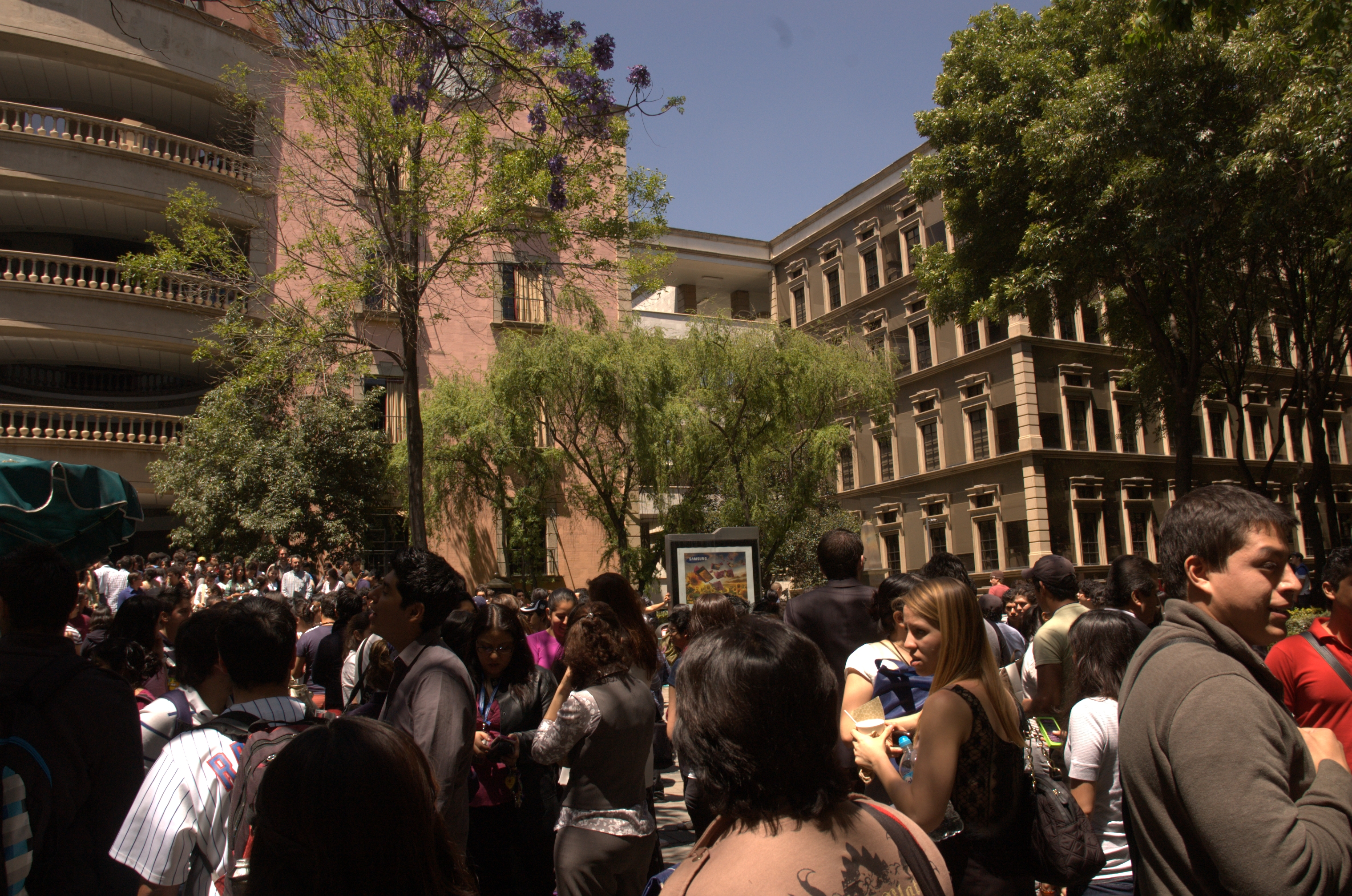
Alumnos evacuados después del sismo inicial

En las calles de las regiones donde pudo ser percibido el movimiento telúrico, el pánico se dio entre algunas personas, inclusive en el momento. Gran parte de la gente desalojó completamente los edificios. Hubo una momentánea suspensión de la red telefónica, móvil y de Internet, aunque dichos sistemas de comunicación resultaron perjudicados durante varias horas (principalmente por saturación). Hubo cortes de luz y agua en varios puntos de la Ciudad de México y Oaxaca. Se han registrado daños en diferentes partes de la zona centro del país: Un puente en el Estado de Puebla sufrió daños, la parte centro del puente colapsó, sin dejar víctimas. Mientras que otro puente de peatones, en la delegación Azcapotzalco, en el Distrito Federal, cayó encima de un microbús de pasajeros, donde el conductor resultó con heridas leves. En el municipio de Ometepec, cerca del epicentro, una bodega sufrió daños en el techo, y en un edificio, un muro quedó en mal estado, también sin víctimas que lamentar. Se reportaron más de 5000 viviendas con daños materiales.
En Oaxaca en el municipio de Pinotepa Nacional, que es el más cercano a los epicentros del sismo registrado, cinco personas resultaron lesionadas, entre ellas un policía municipal a quien le cayó encima un muro. 61 casas resultaron afectadas, las cuales se fracturaron o sufrieron desprendimiento de las tejas, en el Municipio de Tlaxiaco se cayó el asta bandera de la plaza principal, un cerro cercano presentó desgajamientos, el monumento del reloj sufrió fisuras y la iglesia del pueblo también fue dañada. En Oaxaca de Juárez sufrieron ligeros daños el Palacio de Gobierno y un centro de espectáculos.
En Veracruz, el municipio de Ixtaczoquitlán fue el más afectado de todos los municipios de Veracruz, dejando daños en 5 escuelas de la región. También otros municipios se vieron afectados por el sismo, como Orizaba, Río Blanco, Zongolica entre otros.
En el estado de Morelos, se percibió el movimiento telúrico como leve no obstante no se reportaron daños de importancia salvo algunas estructuras de cemento cuarteadas y algunos postes antiguos que cedieron, sin embargo las autoridades mencionan que hubo saldo blanco.

Cinturón de Fuego del Pacífico. México se ubica en una zona altamente sísmica

## Réplicas
Hasta el momento, se han registrado alrededor de +781 réplicas, de las cuales tres son de intensidad considerable, las cuales se mencionan a continuación

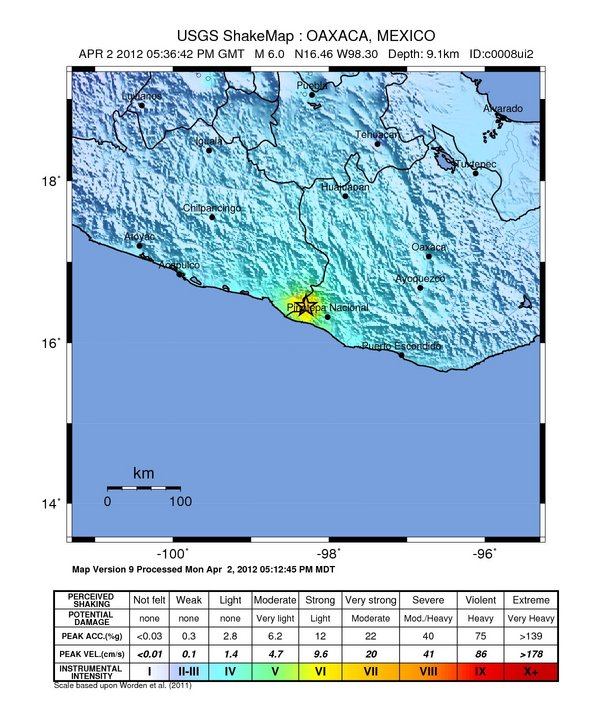
Epicentro de la réplica del 2 de abril, muy cerca del epicentro del sismo principal

### Lunes, 2 de abril de 2012
A las 12:36:43 hora local (17:36:43 UTC) ocurrió un sismo de magnitud 6.3, este movimiento provocó alarma entre las personas y daños en estructuras previamente dañadas por el sismo del 20 de marzo, pero se descartaron víctimas. El epicentro fue a 27 km de Pinotepa Nacional, Oaxaca, muy cerca de donde ocurriera el sismo principal, duró alrededor de 56 segundos.

### Viernes, 13 de abril de 2012
A las 05:10:04 hora local (10:10:04 UTC) de este día, se registra un sismo de magnitud 5.4, provocando en varios estados que las personas que aún se encontraban dormidas, despertaran súbitamente y desalojaran los edificios. Este sismo ya fue en territorio del estado de Oaxaca, tuvo epicentro a 40 km al suroeste del municipio de Pinotepa Nacional, duró alrededor de 90 segundos.
Casi tres horas después, a las 08:06:27 (13:06:27 UTC) se registra otro sismo de magnitud 5.3, este sismo de igual manera generó alarma entre las personas de varios estados. Tuvo epicentro a 17 km al suroeste de Pinotepa Nacional, duró alrededor de 45 segundos.